# France Filipič
France Filipič, slovenski pesnik, zgodovinar, novinar, urednik, publicist in muzealec, * 21. julij 1919, Maribor, † 31. marec 2009, Ljubljana.

## Življenjepis
Otroštvo je preživel na Pobrežju v Mariboru. Šolal se je na klasičnih gimnazijah v Mariboru in v Šentvidu nad Ljubljano. Pred odhodom v vojsko je bil do leta 1940 zaposlen v knjigarni. Nemški okupator ga je leta 1944 poslal v koncentracijsko taborišče, kjer je dočakal konec druge svetovne vojne. Po vojni se je poročil z Nado Sardoč in imel z njo  tri sinove - Franceta, Bratka in Ceneta. Leta 1948 se je preselil v Pesnico pri Mariboru, kjer so že živeli njegovi starši in kjer je kot učiteljica službovala njegova žena. V kraju je bil aktiven v kulturnem življenju, predvsem v Kulturno-umetniškem društvu Marice Kerenčič Pesnica, katerega prvi predsednik je bil in kjer je režiral številne odmevne ljubiteljske gledališke predstave.
Konec petdesetih let, se je ponovno preselil nazaj v Maribor.
Po letu 1945 je bil sprva novinar, od 1965 pa svobodni pisatelj.

## Delo
Prvo pesem Španija je pod psevdonimom Filip objavil leta 1937 v Straži v viharju. Pred vojno je sodeloval predvsem v mariborski reviji Naš dom, katere sourednik je postal leta 1939. Po vojni je sodeloval v revijah Novi svet, Nova obzorja, Obzornik, Problemi, Naši razgledi, Dialogi. Bil je glavni urednik revije Dialogi.
Njegove pesmi imajo subjektivno in družbeno-politično motiviko, v novejših zbirkah pa samostojno in zrelo prepleta tradicionalni pesniški izraz z nadrealističnimi prvinami. Tematika njegovih pesmi so vojna, zapori, koncentracijska taborišča, sodobno družbeno življenje in intimna osebna doživetja. Objavil je več pesniških zbirk intimistične in socialne lirike.
Napisal je dva daljša odrska teksta, drami v treh dejanjih Izgubljena pota (1939) in V burji (1946), ki  sta doživeli uprizoritev na amaterskih odrih. Leta 1954 je napisal tri enodejanke Obračun, Izdajalec in Odlikovanje, ki so izšle pod skupnim naslovom Reci mi: človek!, ki obravnavajo tematiko narodnoosvobodilnega boja.
Uredil je dvojezično slovensko-angleško antologijo mariborskih pesnikov Neka druga dežela – Some other Land (1964). Knjiga novel Pojoči konji (1961) je posvečena narodnoosvobodilnemu boju. Pisal je igre, pesmi in prozo za otroke in mladino.
Kot zgodovinar je objavil monografijo Pohorski bataljon (1952). Pozneje pa je težišče njegovega raziskovalnega dela postala zgodovina revolucionarnega delavskega gibanja v Sloveniji in Jugoslaviji. O tej tematiki je napisal preko 90 razprav, člankov, in samostojnih publikacij, najpomembnejše prispevke pa je objavil v delu Poglavja iz revolucionarnega boja jugoslovanskih komunistov 1919–1939 (1981). Leta 1994 je objavil delo Ob razpotjih zgodovine, štiri leta pozneje (1998) pa obširno monografijo Slovenci v Mauthausnu.
Bil je pobudnik in organizator štatenberških pisateljskih srečanj in srečanj pisateljev alpskih dežel ter začetnik festivala Kurirček. Leta 2000 je prejel najvišje priznanje mesta Maribor, Glazerjevo nagrado za življenjsko delo. Dobil je Prežihovo, dvakrat Kajuhovo nagrado, nagrado Kidričevega sklada in Nagrado vstaje.

### Poezija
- Viharna leta (1949) (COBISS)
- Ptice letijo v daljavo (1960) (COBISS)
- Neka druga dežela (1964) (COBISS)
- Nebo za žejne oči (1965) (COBISS)
- Svetloba je tvoja usoda (1969) (COBISS)
- Večna igra (1984) (COBISS)
- Osmi dan v tednu (1989) (COBISS)

### Proza
- Pojoči konji (1961) (COBISS)

### Dramatika
- Reci mi: človek! (1954) (COBISS)

### Mladinska književnost
- Pravljica o bratcu in sestrici (1954) (COBISS)
- Peter (1964) (COBISS)
- Srebrna metlica nad goro (1965) (COBISS)
- Pravljice (1967) (COBISS)
- O Pohorskem bataljonu (1978) (COBISS)
- Slava Klavora (1980) (COBISS)

### Zgodovinopisje
- Pohorski bataljon (1952) (COBISS)
- Prvi pohorski partizani (1965) (COBISS)
- Poglavja iz revolucionarnega boja jugoslovanskih komunistov 1919-1939 (1981) (COBISS)
- Ob razpotjih zgodovine (1994) (COBISS)
- Slovenci v Mauthausnu (1998) (COBISS)